# Saint-Paul-des-Landes
Saint-Paul-des-Landes är en kommun i departementet Cantal i regionen Auvergne-Rhône-Alpes i mitten av Frankrike. Kommunen ligger  i kantonen Aurillac 2e Canton som ligger i arrondissementet Aurillac. År 2022 hade Saint-Paul-des-Landes 1 538 invånare.

## Befolkningsutveckling
Antalet invånare i kommunen Saint-Paul-des-Landes
Referens:INSEE